# Strangalia sexocellata
Strangalia sexocellata là một loài bọ cánh cứng trong họ Cerambycidae.